# Struthiola martiana
Struthiola martiana är en tibastväxtart som beskrevs av Carl Daniel Friedrich Meisner. Struthiola martiana ingår i släktet Struthiola och familjen tibastväxter. Inga underarter finns listade i Catalogue of Life.